# NGC 670
NGC 670 je galaksija u zviježđu Trokut.

## Vanjske poveznice
- SEDS: NGC 0670